# Кракен пробуждается
«Кракен пробуждается» (англ. The Kraken Wakes) — научно-фантастический роман английского писателя Джона Уиндема, затрагивающий тему инопланетного вторжения. Впервые напечатан в июле 1953 года в Великобритании издательством Penguin Group. Это второй роман писателя, написанный под псевдонимом «Джон Уиндем».

## Название
В названии романа использовано имя кракена, мифического морского чудовища огромных размеров. Несмотря на название, в книге инопланетян ни разу не называют кракенами. В США роман был опубликован издательством Ballantine Books под названием «Из глубин» (англ. Out of the Deeps) с некоторыми текстовыми изменениями.

### Переводы на русский
На русский язык роман переводился А. Захаренковым и И. Никифоровой (под названием «Из моря»). В переводе Захаренкова «Кракен …» был впервые опубликован в сборнике «Мастера фантастики 2» (Авотс, Полярис, 1990), в переводе Никифоровой — «Миры Джона Уиндема. Том 2» (Полярис, 1995).

## Сюжет
На Землю прибывают пришельцы, предположительно с Юпитера или Нептуна. Эти существа могут жить только в условиях больших давлений, из-за чего базируются в самых глубоких местах мирового океана. Контакт между ними и людьми становится невозможен.
Несмотря на это, пришельцы объявляют войну человечеству(следует заметить, что первыми проявили агрессию люди сбив несколько кораблей в момент посадки) и пытаются всеми возможными методами покорить Землю. В мире идёт холодная война, из-за которой мировые державы не могут объединиться и принять меры против пришельцев. В конце концов инопланетянам удаётся растопить полярные льды, и на Земле начинается новый всемирный потоп.
В финале японским ученым удается разработать оружие против инопланетян и уничтожить врага. Однако население Земли значительно сократилось, география и климат планеты необратимо изменились. Человечеству предстоит выжить в новых условиях.

## Критика
Советский критик Юлий Кагарлицкий в статье, посвящённой Уиндему, писал, что Уиндем истолковывал обычную для фантастики тему необычно и своеобразно, в том числе тему вторжения. По его мнению, Уиндем своими двумя романами о вторжении («Кракен…», «Кукушки Мидвича») бросил вызов «Войне миров» Герберта Уэллса. Британская фэнтезийная писательница Джо Уолтон в своём отзыве отметила, что это не лучший роман Уиндема, но лучшее, что ей запомнилось. Она порекомендовала прочитать книгу тем, кто «интересуется уютными катастрофами, идеей вторжения в 1953 году, таинственными пришельцами» и т. д..